# Nova Ramada
Nova Ramada é um município brasileiro do estado do Rio Grande do Sul. 

## O Combate da Ramada
```
 Em 3 de janeiro de 1925, tropas governistas e da Coluna Prestes confrontaram-se em território novaramadense. Nas proximidades da Esquina Umbu, em terras dos atuais municípios de Nova Ramada, Santo Augusto, Palmeira das Missões e Condor, um tiroteio teve início ao clarear do dia, entre piquetes de reconhecimento de ambas as tropas. Na Coluna Prestes, teriam sido 50 mortos e cerca de 100 feridos. Sobre as perdas governistas, não se sabe quantas foram. Muitos mortos teriam ficado jogados pelos campos, sendo somente enterrados os de maior patente. No mesmo dia, ao anoitecer, a Coluna Prestes já prosseguiu sua marcha em direção a Campo Novo. Nenhum morador da região morreu. Alguns moradores, porém, teriam seguido com a Coluna.
[
5
]
```